# Чимион
Чимион (узб. Chimyon/Чимён) — посёлок городского типа в Ферганском районе Ферганской области, Узбекистан. Посёлок расположен в 24 км от железнодорожной станции Алтыарык (на линии Ахунбабаева — Коканд).
Статус посёлка городского типа с 1934 года.
В Чимионе расположен бальнеологический курорт, специализирующийся на лечении заболеваний опорно-двигательного аппарата, кожи и периферической нервной системы

## Население
| 1959 | 1970 | 1979 | 1989 |
| ---- | ---- | ---- | ---- |
| 1559 | 1586 | 1636 | 2447 |